# Armin Pahlke
Armin Pahlke (* 15. Dezember 1951 in Itzehoe) ist ein deutscher Jurist und ehemaliger Richter am Bundesfinanzhof.

## Leben
Pahlke studierte Rechtswissenschaften und wurde im Jahr 1982 in Göttingen mit einer Arbeit zum kirchlichen Dienstrecht zum Dr. jur. promoviert. Bevor er im Jahr 2002 zum Richter am Bundesfinanzhof (II. Senat) ernannt wurde, war er als Richter in der Verwaltungsgerichtsbarkeit und am Niedersächsischen Finanzgericht (Hannover) tätig. Zudem leitete er von 1988 bis 1990 im niedersächsischen Kultusministerium das Referat für Kirchen und internationale Angelegenheiten der Bildungspolitik. Mit Ablauf des Monats Dezember 2015 trat er in den Ruhestand.
Als Herausgeber betreut Pahlke einen Kommentar zum Grunderwerbsteuergesetz sowie eine Textausgabe der Abgabenordnung und Finanzgerichtsordnung. Er hat zudem zahlreiche Fachaufsätze und Entscheidungsbesprechungen veröffentlicht.

## Veröffentlichungen (Auswahl)
- Kirche und Koalitionsrecht. Zur Problematik des kirchlichen Arbeitsrechtsregelungsverfahrens, insbesondere des sogenannten 3. Weges der Kirchen (Jus Ecclesiasticum; 29). Mohr, Tübingen 1983 (Zugl.: Göttingen, Univ., Diss., 1982), ISBN 3-16-644640-0
- gemeinsam mit Willy Franz (Hrsg.): Grunderwerbsteuergesetz. Kommentar. 4., überarb. Auflage, Beck, München 2010, ISBN 978-3-406-59651-3
- Abgabenordnung (AO) mit Finanzgerichtsordnung (FGO). Textausgabe. (Beck-Texte im dtv), 35. Auflage, Beck, München 2011, ISBN 978-3-406-61977-9 (Beck), ISBN 978-3-423-05548-2 (dtv)